# 二苯并环辛四烯
二苯并环辛四烯是一种有机化合物，化学式为(C
6H
4)
2(C
2H
2)
2。它是一种配位能力较强的双烯配体。

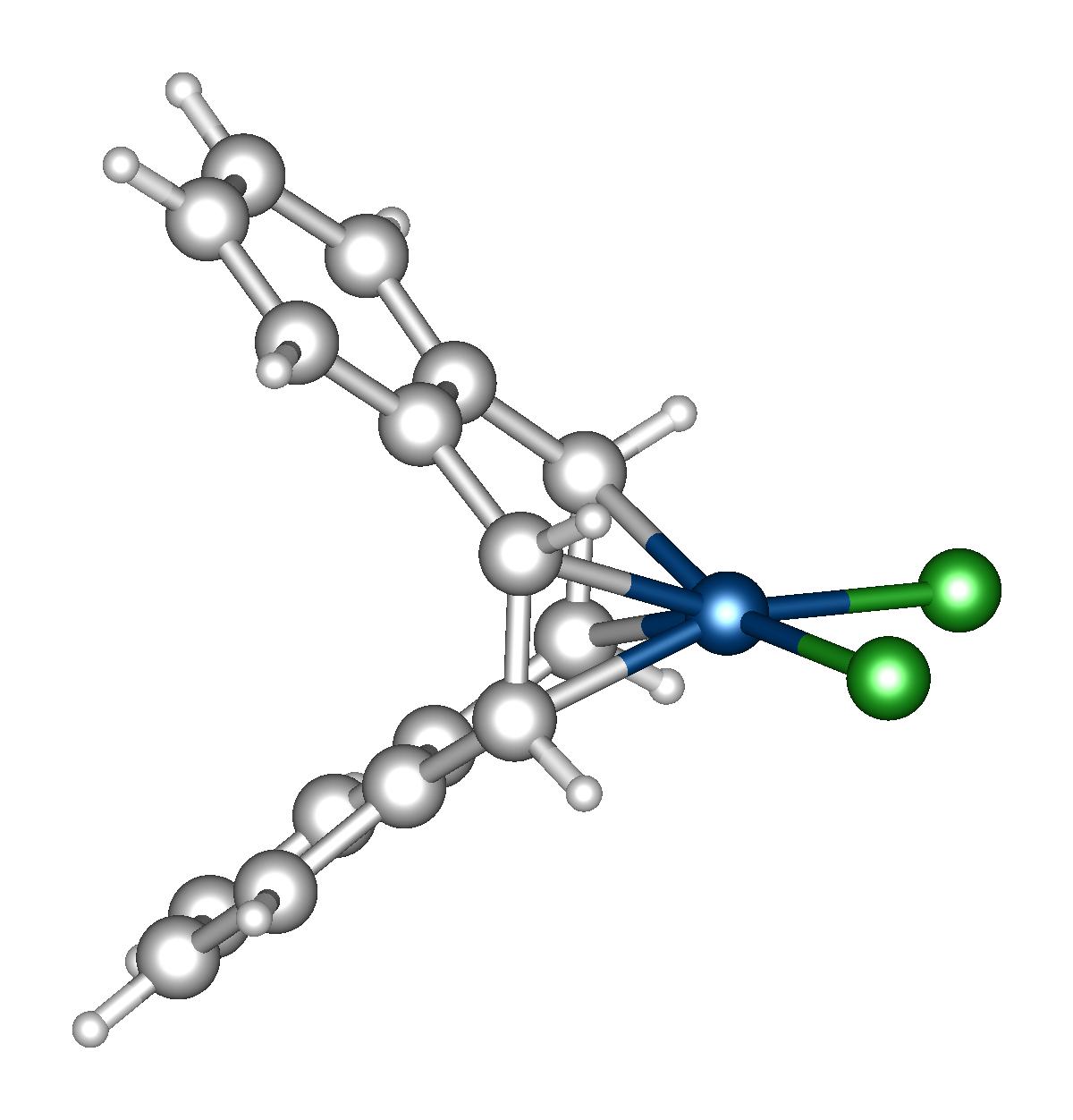
PtCl_{2}(DBCOT)的结构。（Pt：暗蓝色、C：灰色、Cl：绿色）

它可由1,2-二(溴甲基)苯和锂在四氢呋喃中反应，得到二苯并环辛二烯后经溴化、消除制得。